# Festival d'Angoulême 1997
Le 24e festival international de la bande dessinée d'Angoulême s'est tenu du 23 janvier au 26 janvier 1997. Il était présidé par André Juillard, vainqueur du Grand Prix l'année précédente.

## Affiche
André Juillard

## Grand prix de la ville
Daniel Goossens

## Palmarès
- Alph-Art du meilleur album : Qui a tué l'idiot?, Nicolas Dumontheuil, Casterman
- Alph-Art scénario : Le Voyage, Edmond Baudoin, l'Association
- Alph-Art étranger : Le Silence de Malka, Ruben Pellejero et Jorge Zentner, (Casterman
- Alph-Art humour : Le Démon de midi ou le changement d'herbage réjouit les veaux, Florence Cestac, Dargaud
- Alph-Art coup de cœur : Journal (I), Fabrice Neaud, Ego comme X
- Mention spéciale : Malaises, Gus Bofa, La machine
- Prix René Goscinny : Qui a tué l'idiot ?, Nicolas Dumontheuil, Casterman
- Prix du public : Blake et Mortimer : L'affaire Francis Blake - Jean Van Hamme et Ted Benoit, Blake et Mortimer
- Prix jeunesse 7-8 ans : Boogy et Rana - l'Étang qui rétrécissait' - Fabien Rypert et Brice Tarvel, Cœur de loup
- Prix attribué 9-11 ans : Jérôme K. Jérôme Bloche - Le Cœur à droite, Alain Dodier, Dupuis
- Prix de la critique (ACBD): Il faut le croire pour le voir - Alain Bignon et Jean-Claude Forest, Dargaud